# Halil Akıncı

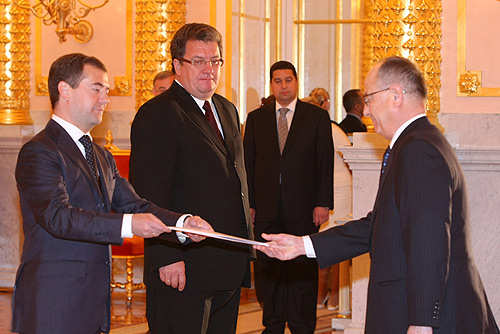
Dmitri Anatoljewitsch Medwedew akkreditiert am 18. September 2008 Halil Akıncı im Moskauer Kreml.

Halil Akıncı (* 9. Dezember 1945 in Ula (Muğla)) ist ein ehemaliger türkischer Diplomat.

## Leben
Von 1998 bis 2002 war er Botschafter in Ljubljana.
Von 18. September 2008 bis 18. Oktober 2010 war er Botschafter in Moskau.
Von 1. Februar 2006 bis 30. April 2008 war er Botschafter in Neu-Delhi.
Von 16. September 2010 bis 2013 war er Generalsekretär des Türkischen Konzils.
Er formulierte eine türkische Politik für die Region des Schwarzen Meeres:
1. zur Konsolidierung der Staatsbildung beitragen,
2. politische und wirtschaftliche Reformen unterstützen,
3. die internationale wirtschaftliche Integration der Staaten der Schwarzmeerregion fördern.
4. bilaterale und Beziehungen auf Grundlage von Gleichheit, gegenseitigem Interesse und Respekt der Souveränität entwickeln.[1]